# Lates mariae
Lates mariae е вид лъчеперка от семейство Latidae. Видът е световно застрашен, със статут Уязвим.

## Разпространение
Разпространен е в Бурунди, Демократична република Конго, Замбия и Танзания.